# Kup Hrvatske u dvoranskom hokeju za žene 2005.
Kup Hrvatske u dvoranskom hokeju za 2005. za žene. Kup su osvojile igračice Zrinjevca.
Zbog malog broja registriranih klubova, igrala se samo jedna utakmica, koji je ujedno bio i završnični susret.
Sudionice završnice su bile hokejašice Zeline i Zrinjevca.
Pobijedile su igračice "Zrinjevca" s 11:1 (5:1).